# Xã Napier, Quận Bedford, Pennsylvania
Xã Napier (tiếng Anh: Napier Township) là một xã thuộc quận Bedford, tiểu bang Pennsylvania, Hoa Kỳ. Năm 2010, dân số của xã này là 2.198 người.